# Scurtu Mare (gmina)
Scurtu Mare – gmina w Rumunii, w okręgu Teleorman. Obejmuje miejscowości Albeni, Drăcești, Negrilești, Scurtu Mare, Scurtu-Slăvești i Valea Poștei. W 2011 roku liczyła 1838 mieszkańców. 